# Вереси
Вереси́ — село в Україні, у Житомирській міській територіальній громаді Житомирського району Житомирської області. Кількість населення становить 1 536 осіб (2001). У 1923—2018 роках — адміністративний центр колишньої однойменної сільської ради.

## Загальна інформація
Розташоване за 12 кілометрів від обласного та районного центру міста Житомир та залізничної станції Житомир.

## Населення
Станом на 1885 рік в селі мешкало 1 093 особи, налічувалося 90 дворових господарств.
Відповідно до результатів перепису населення Російської імперії 1897 року, загальна кількість мешканців села становила 1 286 осіб, з них: православних — 1 278, чоловіків — 621, жінок — 665.
У 1906 році у селі налічувалося 1 458 мешканців, дворів — 264, у 1923 році — 396 дворів та 1 700 мешканців.
На початок 1970-х років село мало 483 двори із населенням 1 446 осіб.
Відповідно до результатів перепису населення СРСР, кількість населення, станом на 12 січня 1989 року, становила 1 257 осіб. Станом на 5 грудня 2001 року, відповідно до перепису населення України, кількість мешканців села становила 1 536 осіб.

### Мова
Розподіл населення за рідною мовою за даними перепису 2001 року:
| Мова       | Кількість | Відсоток |
| ---------- | --------- | -------- |
| українська | 1499      | 97.59%   |
| російська  | 32        | 2.08%    |
| білоруська | 3         | 0.20%    |
| румунська  | 2         | 0.13%    |
| Усього     | 1536      | 100%     |

## Історія
Поблизу села знайдено кам'яні знаряддя праці бронзової доби. Відоме з 1609 року. Згадується в акті від 5 липня 1609 року, у судовій справі про конокрадство місцевого селянина Грицька, якого виправдали. Також згадується 24 лютого 1611 року у справі про вбивство селянина Гриця Андрієм Брудзинським, слугою місцевого поміщика Яна Гальчиновського, який тоді володів селом. Згадується у люстрації Київського воєводства 1754 року як село, що було у посесії вдови київського каштеляна Антоніни Стецької, яка сплачувала 7 злотих і 4,5 грошів до замку та 28 злотих і 18 грошів до скарбу.
У другій половині 19 століття — село Черняхівської волості Житомирського повіту Волинської губернії, за 10 верст північно-східніше Житомира та 55 верст від найближчої залізничної станції Бердичів. Дерев'яну церкву з дерев'яною дзвіницею збудовано 1883 року, за кошти вірян. Стара дерев'яна церква невідомого часу будови була маломісткою і вважалася цвинтарною. При церкві 48 десятин землі. Дворів 188, парафіян — 1 526 осіб обох статей. До парафії належало село Городище. Сусідня парафія — Троковичі, за 5 верст.
Станом на 1885 рік — колишнє державне село Черняхівської волості Житомирського повіту Волинської губернії. Були церковна парафія, заїзд.
У 1906 році — село Черняхівської (7-го стану) Житомирського повіту Волинської губернії. Відстань до губернського та повітового центру, м. Житомир, становила 10 верст, від волосного центру, містечка Черняхів — 15 верст. Найближче поштово-телеграфне відділення розміщувалося у Черняхові.
У 1923 році включене до складу новоствореної Вересівської сільської ради, яка, 7 березня 1923 року, увійшла до складу новоутвореного Левківського району Житомирської (згодом — Волинська) округи; адміністративний центр ради. Розміщувалося за 11 верст від районного центру, міст. Левків.
28 вересня 1925 року, село, у складі сільської ради, передане до Черняхівського району, 15 вересня 1930 року — до складу Житомирської міської ради, 14 травня 1939 року — до складу новоутвореного Житомирського району Житомирської області.
На фронтах Німецько-радянської війни воювали 230 селян, з них 135 загинули, 90 нагороджені орденами й медалями. На їх честь у центрі села споруджено обеліск Слави.
30 грудня 1962 року, внаслідок ліквідації Житомирського району, разом із сільською радою включене до складу Коростишівського району, 4 січня 1965 року повернуте до складу відновленого Житомирського району.
В радянські часи у селі розміщувалася центральна садиба Української науково-дослідної станції хмелярства, яка обробляла 2,2 тис. га угідь, з них 1,8 тис. га ріллі, 50 га саду. Вирощували хміль, зернові культури, картоплю, розвивали тваринництво м'ясо-молочного напряму.
В селі були восьмирічна школа, будинок культури, дві бібліотеки, медпункт, будинок побутового обслуговування.
27 вересня 2018 року увійшло до складу новоствореної Житомирської міської територіальної громади Житомирського району Житомирської області.

## Відомі люди
- Кучерявий Феодосій Іванович (1918—1994) — гірничий інженер, фахівець у галузі руйнування гірських порід; доктор технічних наук, професор[13].
- Степанчук Петро Олексійович (1928—2012) — український радянський діяч, депутат Верховної Ради Української РСР, Герой Соціалістичної Праці.